# Jacek Bartłomiej Ogrodzki
Jacek Bartłomiej Józef Ogrodzki (ur. 13 sierpnia 1711, zm. 15 maja 1780 w Warszawie) – dyrektor gabinetu króla Stanisława Augusta Poniatowskiego, sekretarz wielki koronny, pisarz wielki koronny w latach 1764–1771, sekretarz Departamentu Interesów Cudzoziemskich Rady Nieustającej 1775–1780, dyrektor w latach 1764–1780, pracownik gabinetu Stanisława Augusta Poniatowskiego.

## Życiorys
W 1723 zapisał się na studia na Akademii Krakowskiej. Następnie ojciec oddał go na praktykę w kancelarii grodzkiej, a w 1732 na dwór Stanisława Poniatowskiego. W grudniu 1740  mianowany został regentem kancelarii większej koronnej. W lipcu 1742 na wniosek kanclerza Andrzeja Załuskiego zapadła decyzja, że będzie sprawował funkcje regenta kancelarii koronnej przebywając stale w Dreźnie. W 1748 otrzymał on starostwo trechtymirowskie. W 1764 tytułowany był starostą lubczańskim, nie wiemy jednak, kiedy otrzymał tę królewszczyznę. Po ustąpieniu Załuskiego z kanclerstwa przestał być regentem kancelarii koronnej i przeszedł do gabinetu saskiego, odtąd tytułowany był w korespondencji radcą. W 1764  został sekretarzem sejmu konwokacyjnego, w sejmie elekcyjnym uczestniczył jako poseł województwa pomorskiego. Konsyliarz konfederacji Czartoryskich w 1764 roku. We wrześniu 1764 został szefem tworzącego się Gabinetu Królewskiego, 25 grudnia 1764. mianowany został pisarzem wielkim koronnym. 8 maja 1765 został kawalerem ustanowionego w tym dniu Orderu Świętego Stanisława.  W 1766 roku był posłem na Sejm Czaplica z ziemi zakroczymskiej.
W załączniku do depeszy z 2 października 1767 roku do prezydenta Kolegium Spraw Zagranicznych Imperium Rosyjskiego Nikity Panina, poseł rosyjski Nikołaj Repnin określił go jako posła właściwego dla realizacji rosyjskich planów na sejmie 1767 roku za którego odpowiada król, poseł ziemi warszawskiej na sejm 1767 roku.  7 czerwca 1771 został sekretarzem wielkim koronnym. W 1775 został sekretarzem Departamentu Interesów Cudzoziemskich Rady Nieustającej. Urząd ten sprawował do kwietnia 1780. Dzięki temu król miał pełną kontrolę nad całą polską korespondencją dyplomatyczną. Członek konfederacji Andrzeja Mokronowskiego w 1776 roku i poseł na sejm 1776 roku z ziemi zakroczymskiej. Na sejm w październiku 1778 był posłem z ziemi liwskiej otrzymał wówczas Order Orła Białego. Na parę miesięcy przed śmiercią chorował i nie mógł wypełniać swych obowiązków urzędowych. Zmarł w Warszawie.
Adam Naruszewicz napisał wiersz Na pogrzebie Jacka Ogrodzkiego sekretarza wielkiego koronnego, Jacek Przybylski Wiersz żałobny na śmierć Jacka Ogrodzkiego.